# باشگاه فوتبال استقلال تهران در فصل ۹۱–۱۳۹۰
باشگاه فوتبال استقلال تهران در فصل ۹۱–۱۳۹۰ شصت‌ و ششمین سال فعالیت باشگاه فوتبال استقلال تهران در مسابقات فوتبال ایران بود. 
فصل ۹۱-۱۳۹۰ یازدهمین دوره لیگ برتر فوتبال ایران (جام خلیج فارس) و یازدهمین حضور تیم فوتبال باشگاه استقلال تهران در این جام بود. استقلال در نیم‌فصل اول این رقابت‌ها با ۳۶ امتیاز در صدر جدول قرار گرفت و فاصله این تیم با نزدیک‌ترین تعقیب‌کننده‌اش سپاهان به ۶ امتیاز رسید. این برتری پایدار نبود و در نیم‌فصل دوم با جدا شدن فرهاد مجیدی از استقلال و آسیب‌دیدگی طولانی‌مدت بازیکنان خط میانی تیم از جمله آندرانیک تیموریان، مجتبی جباری و کیانوش رحمتی، این تیم نتوانست به روند نیم‌فصل اول خود ادامه دهد. رفته‌رفته حاشیه امنیت این تیم در صدر جدول کم‌رنگ شد و در نهایت جای خود را به سپاهان داد. استقلال در پایان این فصل با یک امتیاز اختلاف نسبت به سپاهان، و با امتیاز برابر با تراکتورسازی و به دلیل تفاضل گل کمتر، در جای سوم جدول رده‌بندی قرار گرفت.
در آسیا، استقلال پس از صعود از مرحله گروهی به عنوان تیم دوم، در مرحله بعدی در اصفهان به مصاف سپاهان رفت و با قبول شکست ۲ بر صفر از گردونه این رقابت‌ها خارج شد. سرنوشت این مرحله به صورت تک-حذفی و در یک بازی به میزبانی سپاهان رقم خورد.
در جام حذفی ایران، استقلال در این فصل برای نهمین بار به فینال این رقابت‌ها راه یافت و در روز ۲۵ اسفند ۱۳۹۰ با پیروزی برابر شاهین بوشهر، برای ششمین بار در تاریخ خود فاتح این جام شد. استقلال با این قهرمانی همچنان عنوان پرافتخارترین تیم ایران در رقابت‌های حذفی را در اختیار دارد.

## اعضای باشگاه

### کادر فنی
| پست              | نام                    |
| ---------------- | ---------------------- |
| سرمربی           | پرویز مظلومی           |
| دستیار مربی      | بهتاش فریبا            |
| دستیار مربی      | آتیلا حجازی            |
| مربی             | میشائیل هنکه           |
| مربی بدنسازی     | محمدرضا مولایی         |
| مربی دروازه‌بان‌ها | حسین تراب‌پور           |
| مدیر فنی         | منصور پورحیدری         |
| پزشک             | دکتر اکبر رضایی        |
| تدارکات          | مدد جباری، حسین امانتی |

| مدیر              | علی فتح‌الله‌زاده |
| مدیر آکادمی       | رضا رجبی        |
| مشاور فنی         | مرتضی محصص      |
| آنالیزور          | مهدی ارژنگ‌نیا   |
| پزشک باشگاه       | کاوه ستوده      |
| فیزیوتراپیست      | امین نوروزی     |
| روانشناس          | عباس منتظری     |
| مسئول روابط عمومی | محمد حیرانی     |

### فهرست بازیکنان
| شماره | پست       | بازیکنان              | منبع   |
| ----- | --------- | --------------------- | ------ |
| ۱     | دروازه‌بان | مهدی رحمتی            | [ ۷ ]  |
| ۲۲    | دروازه‌بان | هادی زرین ساعد        | [ ۸ ]  |
| ۳     | مدافع     | مهدی امیرآبادی        |        |
| ۳۳    | مدافع     | پژمان منتظری          |        |
| ۲     | مدافع     | خسرو حیدری            | [ ۹ ]  |
| ۵     | مدافع     | حنیف عمران‌زاده        |        |
| ۳۱    | مدافع     | جواد شیرزاد           |        |
| ۱۶    | مدافع     | میثم حسینی            | [ ۱۰ ] |
| ۴۰    | مدافع     | علی حمودی             |        |
| ۴     | مدافع     | حمید عزیززاده         |        |
| ۱۵    | مدافع     | ولید علی حسین جمعه    | [ ۱۱ ] |
| ۸     | هافبک     | مجتبی جباری           |        |
| ۱۱    | هافبک     | محسن یوسفی            |        |
| ۶     | هافبک     | کیانوش رحمتی          | [ ۱۲ ] |
| ۱۴    | هافبک     | آندرانیک تیموریان     |        |
| ۱۳    | هافبک     | کرار جاسم             | [ ۱۳ ] |
| ۳۲    | هافبک     | فریدون زندی           | [ ۱۴ ] |
| ۱۲    | هافبک     | جی لوید تافارل ساموئل |        |
| ۱۷    | هافبک     | ژاک الونگ الونگ       |        |
| ۷     | مهاجم     | فرهاد مجیدی           |        |
| ۹     | مهاجم     | آرش برهانی            |        |
| ۱۰    | مهاجم     | میلاد میداودی         |        |
| ۳۷    | مهاجم     | اسماعیل شریفات        |        |
| ۲۰    | مهاجم     | گوران یرکوویچ         |        |
| ۲۹    | مهاجم     | توحید غلامی           |        |

## دوستانه و پیش فصل

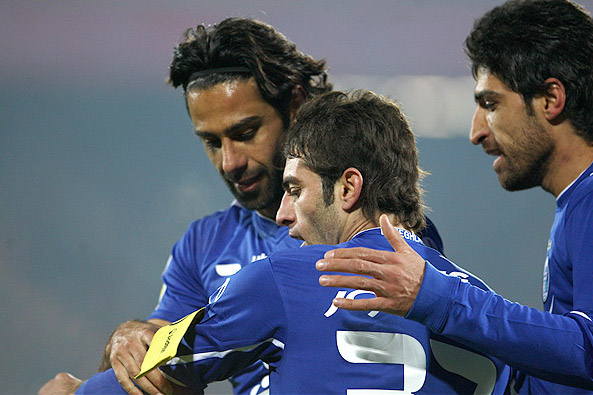
بازیکنان تیم فوتبال

| ۲۸ تیر ۱۳۹۰ دوستانه ۱ | استقلال تهران                                                               | ۷ – ۰ | نفتون تهران | تهران                        |
| ۱۸:۲۰ | حمودی ۸'، ۴۱' · چورچیچ(۱) ۲۰' · شریفات ۳۶' · امیرآبادی ۳۹'، ۵۸' · جباری ۵۰' |       |             | ورزشگاه: زمین شماره سه آزادی |
| یادداشت: ۱-چورچیچ یک بازیکن کروات بود که در تمرینات استقلال شرکت میکرد ولی توسط کادر فنی برای بازی در استقلال مورد تایید واقع نشد |                                                                             |       |             |                              |

| ۳۰ تیر ۱۳۹۰ دوستانه ۲ | استقلال تهران | ۱ – ۱ | استقلال جنوب تهران | تهران                        |
| ۱۸:۰۰                 | برهانی ۵۷'    | گزارش | ناصر درویان ۴۶'    | ورزشگاه: زمین شماره سه آزادی |

| ۲ مرداد ۱۳۹۰ دوستانه ۳ | استقلال تهران | ۱ – ۳ | صبای قم                    | تهران                        |
| ۱۸:۰۰                  | یوسفی ۴۰'     | گزارش | عنایتی ۱'، ۶' · اسلامی ۳۶' | ورزشگاه: زمین شماره سه آزادی |

| ۵ مرداد ۱۳۹۰ دوستانه ۴ | استقلال تهران                              | ۳ – ۲ | گل‌گهر سیرجان  | تهران                  |
| ۱۸:۲۰                  | زندی ۳۰' · برهانی ۵۰' (پنالتی) · یوسفی ۶۰' | گزارش | ؟ ۲۰' · ؟ ۳۵' | ورزشگاه: دستگردی تهران |

| ۱۲ شهریور ۱۳۹۰ دوستانه ۵ | استقلال تهران                              | ۳ – ۲              | استقلال اهواز                                           | تهران                                      |
| ۱۸:۴۵ | میداوودی ۵۵' · عزیززاده ۷۴' · شریفات ۱+۹۰' | ایسنا تابناک آفتاب | سجاد شیخ ویسی '۴۰ · پژمان رفیعی ۵۹' · اسماعیل کیانی ۷۲' | ورزشگاه: دستگردی تهران داور: مرتضی کامرانی |
| یادداشت: سجاد شیخ ویسی در مرحله اول پنالتی را تبدیل به گل کرد ولی درمرحله دوم و هنگامیکه داور این دیدار رای به تجدید ضربه پنالتی داد،هادی زرین ساعد دروازه بان استقلال، ضربه پنالتی مجدد این بازیکن را مهار کرد |                                            |                    |                                                         |                                            |

## بازی‌ها

### لیگ برتر
| ۱۲ مرداد ۱۳۹۰ ۱ | سپاهان اصفهان           | ۱ – ۱ | استقلال تهران           | اصفهان                                      |
| ۲۲:۳۰           | جانواریو ۶۴' · جمشیدیان | گزارش | برهانی ۸۴' · شریفات '۹۰ | ورزشگاه: فولادشهر اصفهان داور: محسن قهرمانی |

| ۱۷ مرداد ۱۳۹۰ ۲ | استقلال تهران        | ۱ – ۰ | داماش گیلان | تهران                                      |
| ۲۲:۳۰           | مجیدی ۳۱' · تیموریان | گزارش |             | ورزشگاه: آزادی تهران داور: یدالله جهانبازی |

| ۲۱ مرداد ۱۳۹۰ ۳ | مس کرمان                                 | ۱ – ۲ | استقلال تهران                                                       | کرمان                                   |
| ۲۲:۳۰           | بیاتی‌نیا ۸۶' · سیفی · سالاری‌پور · کلاه‌کج | گزارش | مجیدی ۷۰' · شریفات ۸۰' · برهانی · منتظری · جباری · حیدری · ک. رحمتی | ورزشگاه: باهنر کرمان داور: علیرضا فغانی |

| ۲۶ مرداد ۱۳۹۰ ۴ | استقلال تهران            | ۲ – ۰ | فجرسپاسی شیراز | تهران                                   |
| ۲۲:۳۰           | ولید علی ۴۴' · مجیدی ۴۹' | گزارش | حقیقی حیدری    | ورزشگاه: آزادی تهران داور: هدایت ممبینی |

| ۳ شهریور ۱۳۹۰ ۵                                                   | فولاد خوزستان                                     | ۱ – ۴ | استقلال تهران                                                | اهواز                                |
| ۲۲:۳۰                                                             | نوروزی ۴' · افشین ۴۱ · سامال سعید · آندره رینالدو | گزارش | مجیدی ۳'، ۸۹' · شریفات ۳۸' · میداوودی ۸۵' · مجیدی · تیموریان | ورزشگاه: تختی اهواز داور: احمد صالحی |
| یادداشت: مهدی رحمتی در دقیقه ۴۱ ضربه پنالتی آرش افشین را مهار کرد |                                                   |       |                                                              |                                      |

| ۱۸ شهریور ۱۳۹۰ ۶ | استقلال تهران                                                    | ۲ – ۳ | تراکتورسازی تبریز                                      | تهران                                |
| ۱۸:۴۵            | مجیدی ۱۹' · جباری ۶۷' · ک. رحمتی · حمودی · عمران‌زاده · کرار جاسم | گزارش | حسینی ۴۱' · آل‌نعمه ۳+۴۵' · فلاویو ۸۴' · اکبرپور · اسدی | ورزشگاه: آزادی تهران داور: محسن ترکی |

| ۲۵ شهریور ۱۳۹۰ ۷ (دربی ۷۲) | پیروزی تهران                                | ۰ – ۲ | استقلال تهران                                       | تهران                                |
| ۱۸:۳۰                      | نوری ۵۳ · بادامکی · رضایی · زارع · نورمحمدی | گزارش | مجیدی ۱۵' · جباری ۸۱' · ک. رحمتی · تیموریان · حیدری | ورزشگاه: آزادی تهران داور: محسن ترکی |

| ۴ مهر ۱۳۹۰ ۸ | استقلال تهران                 | ۱ – ۰ | سایپا البرز    | تهران                                   |
| ۱۸:۳۰        | جباری ۷۷' · مجیدی · کرار جاسم | گزارش | صادقی غلام‌نژاد | ورزشگاه: آزادی تهران داور: محسن قهرمانی |

| ۹ مهر ۱۳۹۰ ۹ | ملوان انزلی                                         | ۴ – ۲ | استقلال تهران                                                         | انزلی                                    |
| ۱۷:۱۵        | رافخایی ۴۳'، ۶۱' · جراحکار ۴۵' · نزهتی ۶۴' · دغاغله | گزارش | برهانی ۸' · میداوودی ۴۸' · منتظری '۶۰ · ک. رحمتی · کرار جاسم · برهانی | ورزشگاه: تختی انزلی داور: سعید مظفری‌زاده |

| ۲۲ مهر ۱۳۹۰ ۱۰ | استقلال تهران                                    | ۱ – ۱ | راه‌آهن شهرری         | تهران                                  |
| ۱۸:۱۵          | جباری ۷۵' · ک. رحمتی · تیموریان · حمودی · شریفات | گزارش | چاه‌جویی پاشایی کاظمی | ورزشگاه: آزادی تهران داور: محمود رفیعی |

| ۳۰ مهر ۱۳۹۰ ۱۱ | ذوب‌آهن اصفهان  | ۰ – ۲ | استقلال تهران                                         | اصفهان                                   |
| ۱۶:۴۵          | حدادی‌فر ماهینی | گزارش | عمران‌زاده ۹' · میداوودی ۴۵' · زندی · مجیدی · تیموریان | ورزشگاه: فولادشهر اصفهان داور: محسن ترکی |

| ۸ آبان ۱۳۹۰ ۱۲ | استقلال تهران                           | ۱ – ۰ | مس سرچشمه کرمان      | تهران                                   |
| ۱۷:۴۵          | میداوودی ۵۶' · عمران‌زاده · تیموریان '۸۴ | گزارش | فتح‌الهی '۱ · نورالهی | ورزشگاه: آزادی تهران داور: محسن قهرمانی |

| ۲۸ آبان ۱۳۹۰ ۱۳ | صبای قم                         | ۱ – ۱ | استقلال تهران                              | قم                                      |
| ۱۷:۴۵           | عنایتی ۱' · نوری '۷۷ · بیات '۸۸ | گزارش | برهانی ۱۸' · امیرآبادی '۳۴ · عمران‌زاده '۵۲ | ورزشگاه: یادگار امام قم داور: محسن ترکی |

| ۳ آذر ۱۳۹۰ ۱۴ | استقلال تهران                               | ۳ – ۲ | شاهین بوشهر                        | تهران                                 |
| ۱۶:۲۰         | جباری ۱+۴۵'، ۵۴' (پنالتی)، ۵+۹۰' · میداوودی | گزارش | طالب‌لو · نظرزاده ۶۵' · لِک چیرا ۸۸' | ورزشگاه: آزادی تهران داور: احمد صالحی |

| ۱۲ آذر ۱۳۹۰ ۱۵ | شهرداری تبریز                               | ۱ – ۲ | استقلال تهران                              | تهران                                         |
| ۱۵:۱۵          | دقیقی ۵۹ · قنبری ۸۷' · کامیابی‌نیا · پیرزاده | گزارش | برهانی ۱۸' · مجیدی ۴۰' (پنالتی) · ک. رحمتی | ورزشگاه: یادگار امام تبریز داور: هدایت ممبینی |

| ۱۳۹۰ ۱۶ | استقلال تهران | ۱ – ۲ | صنعت نفت آبادان          | تهران                                |
| ۱۶:۱۵   | مجیدی ۳۱'     |       | کوهنورد ۱۰' · رمضانی ۳۲' | ورزشگاه: آزادی تهران داور: محسن ترکی |

| ۲۶ آذر ۱۳۹۰ ۱۷ | نفت تهران | ۰ – ۲ | استقلال تهران                           | تهران                                   |
| ۱۶:۱۵          | مارسیو    | گزارش | تیموریان ۳۲' · عمران‌زاده ۸۶' · ک. رحمتی | ورزشگاه: آزادی تهران داور: محسن قهرمانی |

| ۱۶ دی ۱۳۹۰ ۱۸ | استقلال تهران                           | ۱ – ۱ | سپاهان اصفهان                  | تهران                                     |
| ۱۶:۱۵         | شیرزاد ۳۳' · منتظری · برهانی · جباری ۶۷ | گزارش | سیدصالحی ۵۴' · بیک‌زاده · احمدی | ورزشگاه: آزادی تهران داور: سعید مظفری‌زاده |

| ۲۰ دی ۱۳۹۰ ۱۹ | داماش گیلان | ۰ – ۱ | استقلال تهران                 | تهران                                |
| ۱۵:۰۰         |             | گزارش | یرکوویچ ۳۶' · شریفات · ساموئل | ورزشگاه: عضدی رشت داور: علیرضا فغانی |

| ۲۵ دی ۱۳۹۰ ۲۰ | استقلال تهران       | ۰ – ۱ | مس کرمان                      | تهران                                  |
| ۱۶:۴۰         | برهانی ساموئل جباری | گزارش | حسن‌زاده ۸۵' · سیفی · حسین‌خانی | ورزشگاه: آزادی تهران داور: محمود رفیعی |

| ۲۹ دی ۱۳۹۰ ۲۱ | فجرسپاسی شیراز                      | ۲ – ۱ | استقلال تهران                                   | شیراز                                  |
| ۱۵:۰۰         | رجب‌زاده ۱۰' (پنالتی)، ۸۵' · رجب‌زاده | گزارش | جباری ۲۰' (پنالتی) · امیرآبادی · یوسفی · منتظری | ورزشگاه: حافظیه شیراز داور: احمد صالحی |

| ۵ بهمن ۱۳۹۰ ۲۲ | استقلال تهران   | ۲ – ۱ | فولاد خوزستان                | تهران                                      |
| ۱۸:۰۰          | برهانی ۶۰'، ۷۸' | گزارش | نوروزی ۱+۹۰' · سلیمی · کریمی | ورزشگاه: آزادی تهران داور: یدالله جهانبازی |

| ۹ بهمن ۱۳۹۰ ۲۳ | تراکتورسازی تبریز                             | ۰ – ۲ | استقلال تهران                                              | تبریز                                      |
| ۱۵:۳۰          | حاج‌صفی '۴۲ · ابراهیمی · حاتمی · آشوبی · حسینی | گزارش | جباری ۴۴' (پنالتی) · جباری ۶+۹۰' (پنالتی) · حیدری · ساموئل | ورزشگاه: یادگار امام تبریز داور: محسن ترکی |

| ۱۳ بهمن ۱۳۹۰ ۲۴ (دربی ۷۵)                                           | استقلال تهران                                        | ۲ – ۳ | پیروزی تهران                      | تهران                                   |
| ۱۸:۰۰                                                               | میداوودی ۳۲' · زندی ۵۰' · عمران‌زاده · حمودی · شریفات | گزارش | اولادی '۶۸ · زاید ۸۲'، ۸۳'، ۲+۹۰' | ورزشگاه: آزادی تهران داور: علیرضا فغانی |
| یادداشت: میشایل هنکه مربی استقلال در دقیقه ۴۸ از روی نیمکت اخراج شد |                                                      |       |                                   |                                         |

| ۱۷ بهمن ۱۳۹۰ ۲۵ | سایپا البرز                                                         | ۲ – ۲ | استقلال تهران             | تهران                                 |
| ۱۷:۰۰           | منوچهری ۳۳'، ۵۴' · انصاری‌فرد · صادقی · ابراهیمی · محمدرضایی · لطیفی | گزارش | زندی ۵۷'، ۸۹' · عمران‌زاده | ورزشگاه: آزادی تهران داور: احمد صالحی |

| ۱۳۹۰ ۲۶ | استقلال تهران | به تعویق افتاد | ملوان انزلی | تهران                |
|         |               |                |             | ورزشگاه: آزادی تهران |

| ۲۰ اسفند ۱۳۹۰ ۲۷ | راه‌آهن شهرری                                    | ۲ – ۲ | استقلال تهران                | تهران                                   |
| ۱۶:۰۰            | حیدری '۱۹ · ساموئل ۲۵' · منتظری ۵۳' · امیرآبادی | گزارش | عبدی ۳' · کاظمی ۱۷' · بارانی | ورزشگاه: آزادی تهران داور: محسن قهرمانی |

| ۵ فروردین ۱۳۹۱ ۲۸ | استقلال تهران                     | ۲ – ۲ | ذوب‌آهن اصفهان                                                     | تهران                                  |
| ۱۷:۰۰             | یوسفی ۶۳' · میداوودی ۷۰' · شریفات | گزارش | منصوری ۳۴' · دسوزا ۵۶' · صلصالی · ماهینی · احمدی '۵۳ · ماهینی '۹۰ | ورزشگاه: آزادی تهران داور: تورج حق‌وردی |

| ۹ فروردین ۱۳۹۱ ۲۶ | استقلال تهران     | ۱ – ۰ | ملوان انزلی | تهران                                     |
| ۱۷:۰۰             | یوسفی ۱۸' · حمودی | گزارش |             | ورزشگاه: آزادی تهران داور: سعید مظفری‌زاده |

| ۲۰ فروردین ۱۳۹۱ ۲۹ | مس سرچشمه کرمان                                      | ۱ –۳  | استقلال تهران | کرمان                                    |
| ۱۷:۰۰              | حمودی ۴۱' · یرکوویچ ۵۲' · زندی ۷۵' · برهانی · ساموئل | گزارش | سامره ۱۵'     | ورزشگاه: باهنر کرمان داور: البرز حاجی‌پور |

| ۲۵ فروردین ۱۳۹۱ ۳۰ | استقلال تهران                                              | ۳ – ۰ | صبای قم | تهران                                   |
| ۱۹:۰۰              | منتظری ۱۶' · یرکوویچ ۲۶' · حسینی ۴۳' · تیموریان · میداوودی | گزارش | کاشی    | ورزشگاه: آزادی تهران داور: علیرضا فغانی |

| ۱۳۹۱ ۳۱ | شاهین بوشهر            | ۱ – ۱ | استقلال تهران | بوشهر                                |
| ۱۷:۰۰   | شکوه‌مقام ۲+۴۵' · لطیفی | گزارش | یرکوویچ ۶۲' · | ورزشگاه: بهشتی بوشهر داور: محسن ترکی |

| ۸ اردیبهشت ۱۳۹۱ ۳۲ | استقلال تهران   | ۰ – ۰ | شهرداری تبریز | تهران                                  |
| ۱۹:۱۰              | تیموریان منتظری | گزارش |               | ورزشگاه: آزادی تهران داور: تورج حق‌وردی |

| ۱۷ اردیبهشت ۱۳۹۱ ۳۳ | صنعت نفت آبادان        | ۱ – ۲ | استقلال تهران                               | آبادان                                  |
| ۱۷:۰۰               | فونیکه سی ۹' · خالقی‌فر | گزارش | یرکوویچ ۲۴' · حسینی ۷۷' · تیموریان · شریفات | ورزشگاه: تختی آبادان داور: علیرضا فغانی |

| ۲۲ اردیبهشت ۱۳۹۱ ۳۴ | استقلال تهران                                                         | ۳ – ۰ | نفت تهران      | تهران                                     |
| ۱۹:۲۰               | برهانی ۲'، ۳+۹۰' · یرکوویچ ۱۸' · تیموریان · ساموئل · عمران‌زاده · زندی | گزارش | مهرآزما مارسیو | ورزشگاه: آزادی تهران داور: سعید مظفری‌زاده |

#### جایگاه در جدول
| رتبه | تیم         | بازی | برد | مساوی | باخت | گل زده | گل خورده | گل تفاضل | امتیاز | صعود یا سقوط                               |
| ---- | ----------- | ---- | --- | ----- | ---- | ------ | -------- | -------- | ------ | ------------------------------------------ |
| ۱    | سپاهان      | ۳۴   | ۱۹  | ۱۰    | ۵    | ۵۴     | ۲۷       | ۲۷+      | ۶۷     | صعود به مرحله گروهی لیگ قهرمانان آسیا ۲۰۱۳ |
| ۲    | تراکتورسازی | ۳۴   | ۱۹  | ۹     | ۶    | ۵۷     | ۳۲       | ۲۵+      | ۶۶     | صعود به مرحله گروهی لیگ قهرمانان آسیا ۲۰۱۳ |
| ۳    | استقلال     | ۳۴   | ۱۹  | ۹     | ۶    | ۵۸     | ۳۴       | ۲۴+      | ۶۶     | صعود به مرحله گروهی لیگ قهرمانان آسیا ۲۰۱۳ |
| ۴    | صبا         | ۳۴   | ۱۲  | ۱۴    | ۸    | ۴۰     | ۳۸       | ۲+       | ۵۰     | صعود به مرحله گروهی لیگ قهرمانان آسیا ۲۰۱۳ |
| ۵    | نفت تهران   | ۳۴   | ۱۳  | ۱۰    | ۱۱   | ۳۶     | ۳۸       | ۲−       | ۴۹     |                                            |

#### دست‌آوردها در خانه و بیرون
| مجموع | مجموع  | مجموع | مجموع | مجموع | مجموع | مجموع | مجموع | خانه | خانه | خانه | خانه | خانه | خانه | مهمان | مهمان | مهمان | مهمان | مهمان | مهمان |
| بازی  | امتیاز | پ     | ت     | ش     | گ‌ز    | گ‌خ    | ت‌گ    | پ    | ت    | ش    | گ‌ز   | گ‌خ   | ت‌گ   | پ     | ت     | ش     | گ‌ز    | گ‌خ    | ت‌گ    |
| ----- | ------ | ----- | ----- | ----- | ----- | ----- | ----- | ---- | ---- | ---- | ---- | ---- | ---- | ----- | ----- | ----- | ----- | ----- | ----- |
| ۳۴    | ۶۶     | ۱۹    | ۹     | ۶     | ۵۸    | ۳۴    | ۲۴+   | ۹    | ۴    | ۴    | ۲۶   | ۱۶   | ۱۰+  | ۱۰    | ۵     | ۲     | ۳۲    | ۱۸    | ۱۴+   |

آخرین بروزرسانی: پایان فصل

منبع: IPLstats Home
IPLstats Away

پ = پیروزی؛ ت = تساوی؛ ش = شکست؛ گ‌ز = گل زده؛ گ‌خ = گل خورده؛ ت‌گ = تفاضل گل

|                   | بازی | برد | مساوی | باخت | زده | خورده | تفاضل | امتیاز |
| ----------------- | ---- | --- | ----- | ---- | --- | ----- | ----- | ------ |
| در ورزشگاه آزادی  | ۲۱   | ۱۱  | ۶     | ۴    | ۳۴  | ۲۰    | ۱۴+   | ۳۹     |
| در دیگر ورزشگاه‌ها | ۱۳   | ۸   | ۳     | ۲    | ۲۴  | ۱۴    | ۱۰+   | ۲۷     |

#### روند هفته به هفته
| هفته  | ۱ | ۲ | ۳ | ۴ | ۵ | ۶ | ۷ | ۸ | ۹ | ۱۰ | ۱۱ | ۱۲ | ۱۳ | ۱۴ | ۱۵ | ۱۶ | ۱۷ | ۱۸ | ۱۹ | ۲۰ | ۲۱ | ۲۲ | ۲۳ | ۲۴ | ۲۵ | ۲۶ | ۲۷ | ۲۸ | ۲۹ | ۳۰ | ۳۱ | ۳۲ | ۳۳ | ۳۴ |
| ----- | - | - | - | - | - | - | - | - | - | -- | -- | -- | -- | -- | -- | -- | -- | -- | -- | -- | -- | -- | -- | -- | -- | -- | -- | -- | -- | -- | -- | -- | -- | -- |
| زمین  | م | خ | م | خ | م | خ | م | خ | م | خ  | م  | خ  | م  | خ  | م  | خ  | م  | خ  | م  | خ  | م  | خ  | م  | خ  | م  | خ  | خ  | خ  | م  | خ  | م  | م  | م  | خ  |
| نتیجه | ت | پ | پ | پ | پ | ش | پ | پ | ش | ت  | پ  | پ  | ت  | پ  | پ  | ش  | پ  | ت  | پ  | ش  | ش  | پ  | پ  | ش  | ت  | ت  | ت  | پ  | پ  | پ  | ت  | ت  | پ  | پ  |
| وضعیت | ۵ | ۴ | ۲ | ۲ | ۵ | ۲ | ۱ | ۱ | ۲ | ۲  | ۱  | ۱  | ۱  | ۱  | ۱  | ۱  | ۱  | ۱  | ۱  | ۱  | ۱  | ۱  | ۱  | ۲  | ۲  | ۳  | ۳  | ۳  | ۲  | ۲  | ۲  | ۳  | ۳  | ۳  |

آخرین بروزرسانی: پایان فصل.
منبع: "IPLstats".

زمین: م = مهمان، خ = خانه. نتیجه: ت = تساوی، ش = شکست، پ = پیروزی.

### جام حذفی
| ۴ آبان ۱۳۹۰ 1/16 | استقلال تهران                                          | ۵ – ۱ | شیرین فراز کرمانشاه       | تهران                                                      |
| ۱۸:۰۰            | میداوودی ۳۳'، ۵۴' · یوسفی ۶۲'، ۶۹' · شریفات ۷۷' · کرار | گزارش | خسروی ۸۹' · زمانی · عباسی | ورزشگاه: آزادی تهران تماشاگران: ۲۰۰۰ داور: شاهین حاج‌بابایی |

| ۷ آذر ۱۳۹۰ 1/8 | استقلال تهران                              | ۱ – ۰ (وقت اضافه) | سایپا مهر کرج                                   | تهران                                                     |
| ۱۶:۱۵          | علی احمدی ۱+۱۰۵' (گل‌به‌خودی) · یوسفی · کرار | گزارش             | محسن فتحی · رحمان اسفندیاری · روح‌اله نعمتی '۱۱۲ | ورزشگاه: آزادی تهران تماشاگران: ۴۰۰ داور: یدالله جهانبازی |

| ۱۸ آذر ۱۳۹۰ 1/4 (دربی ۷۴) | پیروزی تهران                                                             | ۰ – ۳ (وقت اضافه) | استقلال تهران                     | تهران                                                    |
| ۱۶:۱۵                     | جباری ۹۵'، ۹۹' (پنالتی) · شریفات ۱۰۷' · امیرآبادی · ک. رحمتی · عمران‌زاده | گزارش             | فشنگچی نورمحمدی نوری بادامکی زارع | ورزشگاه: آزادی تهران تماشاگران: ۸۰۰۰۰ داور: هدایت ممبینی |

| ۹ دی ۱۳۹۰ نیمه‌نهایی | استقلال تهران | ۱ – ۰ | شهرداری یاسوج                    | تهران                                                       |
| ۱۶:۳۰               | عمران‌زاده ۵۵' | گزارش | حمید مروی صمد اکبری علیرضا رحیمی | ورزشگاه: آزادی تهران تماشاگران: ۱۵۰۰۰ داور: یدالله جهانبازی |

| ۲۵ اسفند ۱۳۹۰ فینال             | استقلال تهران | ۰ – ۰ (۴ – ۱ پنالتی)       | شاهین بوشهر | شیراز                                                     |
| ۱۵:۰۰                           |               | گزارش                      |             | ورزشگاه: حافظیه شیراز تماشاگران: ۱۶۳۶۹ داور: علیرضا فغانی |
|                                 | ضربات پنالتی  |                            |             |                                                           |
| یوسفی · زندی · ساموئل · یرکوویچ |               | نوری · شکوه‌مقام · انصاریان |             |                                                           |

#### حواشی بازی فینال
استقلال پس از شکست تیم باشگاه فوتبال پرسپولیس با نتیجه ۳-۰ و غلبه بر شهرداری یاسوج راهی فینال جام حذفی و بازی مقابل شاهین بوشهر شد. قرار شد که بازی در زمین ورزشگاه حافظیه شیراز باشد که این امر با مخالفت باشگاه استقلال به دلیل ظرفیت کم (۱۴ هزار نفر) و کیفیت بسیار نامناسب و فاصله ۲۵۰ کیلومتری با بوشهر روبه رو شد. اما با اصرار سازمان لیگ در همان زمین برگزار شد. قابل ذکر است در همان روز ورزشگاه ۵۰ هزار نفری غدیر اهواز افتتاح شدکه مشخص نشد چرا فدراسیون با انجام بازی در این ورزشگاه مدرن مخالفت کرد. در شب قبل بازی نیز ۴۰۰۰ بلیت در شهر بوشهر فروخته شد که این یکی از تخلفاتی بود که به ضرر استقلال انجام شد. همچنین قرار دادن سکوی اهدای جام در سمت هواداران تیم بازنده از اقدامات سوال‌برانگیز بود.
پس از قهرمانی استقلال در جام حذفی ۱۳۹۰ در اقدامی بحث‌برانگیز صداوسیما از پخش مراسم اهدای جام، به بهانه طولانی شدن مسابقه  خودداری کرد و به جای آن به پخش تکرار یک سریال طنز پرداخت. این اقدام اعتراض رسمی باشگاه استقلال را در پی داشت.

### لیگ قهرمانان آسیا

#### مرحله پلی آف
| ۲۱ بهمن ۱۳۹۰ پلی‌آف ۱ | استقلال تهران              | ۲ – ۰ | ذوب‌آهن اصفهان | تهران                                                   |
| ۱۷:۱۵                | حیدری ۲۳' · برهانی ۶۷' '۶۵ | گزارش | علی احمدی '۳۴ | ورزشگاه: آزادی تهران تماشاگران: ۳۳۷۵۰ داور: مینورو توجو |

| ۲۹ بهمن ۱۳۹۰ پلی‌آف ۲ | استقلال تهران                                | ۳ – ۱ | الاتفاق عربستان     | تهران                                                       |
| ۱۷:۲۰                | یرکوویچ ۳۷' '۳۸ · حیدری ۶۲' · برهانی ۶۵' '۷۷ | گزارش | صالح '۴۴ · یوسف ۵۹' | ورزشگاه: آزادی تهران تماشاگران: ۶۱۱۲۰ داور: والنتین کوالنکو |

#### مرحله گروهی
| ۱۶ اسفند ۱۳۹۰ ۱ | الریان | ۰ – ۱ | استقلال تهران                                          | ریان، قطر                                             |
| ۱۸:۴۵           |        | گزارش | امیرآبادی '۱۹ · حمودی '۳۰ · شریفات '۳۵ · یرکوویچ ۱+۹۰' | ورزشگاه: احمد بن علی تماشاگران: ۵۴۲۲ داور: بن ویلیامز |

| ۱ فروردین ۱۳۹۱ ۲ | استقلال تهران | ۰ – ۰ | نسف قرشی | تهران، ایران                                                |
| ۱۹:۰۵            |               | گزارش | بوکسوویچ | ورزشگاه: آزادی تهران تماشاگران: ۴۱۵۲۰ داور: عبدالله الهلالی |

| ۱۵ فروردین ۱۳۹۱ ۳ | استقلال تهران              | ۱ – ۲ | الجزیره                                             | تهران، ایران                                             |
| ۱۹:۰۰             | عمران‌زاده '۱+۴۵ · زندی ۶۸' | گزارش | جمعه عبداله ۵' · باره ۷۲' · خصیف '۸۲ · علی عباس '۸۴ | ورزشگاه: آزادی تهران تماشاگران: ۳۶۷۳۵ داور: کیم دونگ جین |

| ۳۰ فروردین ۱۳۹۱ ۴ | الجزیره                       | ۱ – ۱ | استقلال تهران             | ابوظبی، امارات                                          |
| ۲۰:۱۵             | جمعه عبداله '۵۲ · ریکاردو ۶۳' | گزارش | برهانی ۲۴' · تیموریان '۲۶ | ورزشگاه: محمد بن زاید تماشاگران: ۴۵۶۲ داور: ماساکی توما |

| ۱۳ اردیبهشت ۱۳۹۱ ۵ | استقلال تهران                                                                                              | ۳ – ۰ | الریان    | تهران، ایران                                        |
| ۱۹:۲۰              | برهانی ۲۳' · زندی '۴۲ · تیموریان '۶۸ · رحمتی '۷۰ · عمران‌زاده '۷۱ · شریفات ۷۶' · حمودی '۲+۹۰ · برهانی ۴+۹۰' | گزارش | عفیفه '۴۹ | ورزشگاه: آزادی تهران تماشاگران: ۵۳۷۷۴ داور: تان های |

| ۲۷ اردیبهشت ۱۳۹۱ ۶ | نسف قرشی                                              | ۰ – ۲ | استقلال تهران                                                                 | نسف، ازبکستان                                        |
| ۱۹:۰۰              | ارکین بویدولایف '۳۰ جهانگیر مرادف '۴۹ کنجا تورائف '۷۵ | گزارش | یرکوویچ ۱۰' · امیرآبادی '۳۴ · ساموئل '۴۳ · جباری ۵۰' (پنالتی) · امیرآبادی '۶۹ | ورزشگاه: مرکزی قرشی تماشاگران: ۹۲۹ داور: مينورو توجو |

#### جدول گروه A و نتایج گروه
| تیم      | بازی | برد | تساوی | باخت | گل‌زده | گل‌خورده | تفاضل‌گل | امتیاز |
| -------- | ---- | --- | ----- | ---- | ----- | ------- | ------- | ------ |
| الجزیره  | ۶    | ۵   | ۱     | ۰    | ۱۸    | ۱۰      | ۸+      | ۱۶     |
| استقلال  | ۶    | ۳   | ۲     | ۱    | ۸     | ۳       | ۵+      | ۱۱     |
| الریان   | ۶    | ۲   | ۰     | ۴    | ۹     | ۱۲      | ۳-      | ۶      |
| نسف قرشی | ۶    | ۰   | ۱     | ۵    | ۴     | ۱۴      | ۱۰-     | ۱      |

|          | الجزیره | استقلال | الریان | نسف قرشی |
| -------- | ------- | ------- | ------ | -------- |
| الجزیره  | —       | ۱-۱     | ۳–۲    | ۱-۴      |
| استقلال  | ۱–۲     | —       | ۰-۳    | ۰-۰      |
| الریان   | ۴-۳     | ۱-۰     | —      | ۳–۱      |
| نسف قرشی | ۴-۲     | ۲-۰     | ۰–۱    | —        |

### جام ولایت
| ۱۴ آبان ۱۳۹۰ بازی ۱ | استقلال ایران   | ۰–۱   | ناسیونال پاراگوئه                | تهران، ایران                                            |
| ۱۶:۳۰               | امیرآبادی رحمتی | گزارش | تکسیرا ۶۵' · گوستاوو دوگوئرا · ؟ | ورزشگاه: آزادی تهران داور: علیرضا فغانی مرد مسابقه: دون |

| ۱۶ آبان ۱۳۹۰ بازی ۲ (دربی ۷۳) | استقلال ایران                              | ۲–۲   | پیروزی ایران                                                | تهران، ایران                                                                     |
| ۱۶:۳۰                         | برهانی ۳۳' · عمران‌زاده ۷۰' · شیرزاد · زندی | گزارش | نوروزی ۷' (پنالتی)، ۴۷' · معمارزاده · مامادو تال · محمد '۷۹ | ورزشگاه: ورزشگاه آزادی تماشاگران: ۲۰٬۰۰۰ داور: سعید مظفری‌زاده مرد مسابقه: نوروزی |

## آمار

### عملکرد کلی تیم در فصل
{{Fb overview2
|c=4
|c1=لیگ برتر ۹۱–۱۳۹۰  |fm1=۱۲ مرداد ۱۳۹۰ |lm1=    ۲۲ اردیبهشت ۱۳۹۱               |sr1=هفته ۱     |fp1= سوم
|w1=19 |d1=9 |l1=6 |f1=58 |a1=34 
|c2=جام حذفی ۱۳۹۰  |fm2=۴ آبان ۱۳۹۰ |lm2=۲۵ اسفند ۱۳۹۰   |sr2=یک‌شانزدهم نهایی    |fp2=قهرمان
|w2=4 |d2=1 |l2=0 |f2=10 |a2=1 
|c3=مرحله پلی‌آف لیگ قهرمانان |fm3=۲۱ بهمن ۱۳۹۰  |lm3=۲۹ بهمن ۱۳۹۰   |sr3=مرحله اول پلی‌آف |fp3= حضور در مرحله گروهی
|w3=2 |d3=0 |l3=0 |f3=5 |a3=1 
|c4=لیگ قهرمانان آسیا ۲۰۱۲    |fm4=۱۶ اسفند ۱۳۹۰    |lm4=۲ خرداد ۱۳۹۱   |sr4=مرحله گروهی    |fp4= یک هشتم نهایی
|w4=3 |d4=2 |l4=2 |f4=8 |a4=5

### نمایش بازیکنان
| شماره | پُست       | بازیکنان          | لیگ برتر | لیگ برتر | لیگ برتر | جام حذفی | جام حذفی | جام حذفی | لیگ قهرمانان | لیگ قهرمانان | لیگ قهرمانان | مجموع   | مجموع | مجموع    | اخراج                | اخراج            |
| شماره | پُست       | بازیکنان          | بازی     | زمان     | کارت زرد | بازی     | زمان     | کارت زرد | بازی         | زمان         | کارت زرد     | بازی    | زمان  | کارت زرد | کارت زرد دوم و اخراج | کارت قرمز مستقیم |
| ----- | --------- | ----------------- | -------- | -------- | -------- | -------- | -------- | -------- | ------------ | ------------ | ------------ | ------- | ----- | -------- | -------------------- | ---------------- |
| ۱     | دروازه‌بان | مهدی رحمتی        | ۳۴       | ۳۰۵۷     | ۰        | ۵        | ۵۳۱      | ۰        | ۹            | ۸۱۰          | ۰            | ۴۸ (۴۸) | ۴۳۹۸  | ۰        | ۰                    | ۰                |
| ۵     | مدافع     | حنیف عمران‌زاده    | ۳۳       | ۲۹۲۵     | ۴        | ۵        | ۵۲۵      | ۱        | ۸            | ۷۹۵          | ۳            | ۴۶ (۴۶) | ۴۲۴۵  | ۸        | ۰                    | ۰                |
| ۳۳    | مدافع     | پژمان منتظری      | ۲۸       | ۲۴۴۵     | ۳        | ۵        | ۵۴۰      | ۰        | ۹            | ۸۱۰          | ۰            | ۴۲ (۴۲) | ۳۷۹۵  | ۳        | ۰                    | ۱                |
| ۹     | مهاجم     | آرش برهانی        | ۳۰       | ۱۹۸۵     | ۵        | ۴        | ۴۱۳      | ۰        | ۸            | ۶۷۲          | ۰            | ۴۲ (۳۴) | ۳۰۷۰  | ۵        | ۰                    | ۰                |
| ۳۷    | مهاجم     | اسماعیل شریفات    | ۲۹       | ۱۴۳۲     | ۴        | ۵        | ۳۴۰      | ۱        | ۸            | ۳۰۰          | ۱            | ۴۲ (۱۹) | ۲۰۷۲  | ۶        | ۱                    | ۰                |
| ۴۰    | مدافع     | علی حمودی         | ۲۶       | ۲۱۱۲     | ۴        | ۳        | ۳۲۳      | ۰        | ۸            | ۶۳۹          | ۲            | ۳۷ (۳۶) | ۳۰۷۴  | ۶        | ۰                    | ۰                |
| ۱۶    | مدافع     | میثم حسینی        | ۲۸       | ۲۱۸۳     | ۱        | ۳        | ۳۰۰      | ۰        | ۵            | ۴۲۹          | ۰            | ۳۶ (۳۱) | ۲۹۱۲  | ۱        | ۰                    | ۰                |
| ۲     | مدافع     | خسرو حیدری        | ۲۶       | ۲۰۱۶     | ۳        | ۱        | ۱۲۰      | ۰        | ۹            | ۷۹۵          | ۰            | ۳۶ (۳۲) | ۲۹۳۱  | ۳        | ۰                    | ۰                |
| ۱۱    | هافبک     | محسن یوسفی        | ۲۳       | ۱۰۹۰     | ۱        | ۵        | ۳۳۵      | ۱        | ۸            | ۱۴۹          | ۰            | ۳۶ (۱۵) | ۱۵۷۴  | ۲        | ۰                    | ۰                |
| ۱۰    | مهاجم     | میلاد میداوودی    | ۲۵       | ۱۱۳۹     | ۳        | ۴        | ۲۲۶      | ۰        | ۶            | ۲۱۵          | ۰            | ۳۵ (۱۷) | ۱۵۸۰  | ۳        | ۰                    | ۰                |
| ۳۲    | هافبک     | فریدون زندی       | ۲۱       | ۱۴۵۸     | ۴        | ۵        | ۳۷۸      | ۰        | ۸            | ۶۷۹          | ۱            | ۳۴ (۲۷) | ۲۵۱۵  | ۵        | ۰                    | ۰                |
| ۸     | هافبک     | مجتبی جباری       | ۲۴       | ۱۹۰۶     | ۶        | ۴        | ۳۴۲      | ۰        | ۵            | ۳۵۸          | ۰            | ۳۳ (۲۸) | ۲۶۰۶  | ۶        | ۰                    | ۰                |
| ۶     | هافبک     | کیانوش رحمتی      | ۲۴       | ۲۰۶۱     | ۶        | ۲        | ۲۴۰      | ۱        | ۳            | ۲۷۰          | ۰            | ۲۹ (۲۸) | ۲۵۷۱  | ۷        | ۰                    | ۰                |
| ۲۰    | مهاجم     | گوران یرکوویچ     | ۱۶       | ۷۳۳      | ۴        | ۲        | ۲۴       | ۰        | ۸            | ۳۵۸          | ۰            | ۲۶ (۱۴) | ۱۱۱۵  | ۴        | ۰                    | ۰                |
| ۱۴    | هافبک     | آندرانیک تیموریان | ۲۰       | ۱۷۰۲     | ۹        | ۲        | ۲۱۰      | ۰        | ۳            | ۲۶۶          | ۳            | ۲۵ (۲۵) | ۲۱۷۸  | ۱۲       | ۰                    | ۱                |
| ۳     | مدافع     | مهدی امیرآبادی    | ۱۵       | ۱۰۲۸     | ۲        | ۳        | ۳۳۰      | ۱        | ۶            | ۵۱۸          | ۱            | ۲۴ (۲۰) | ۱۸۷۶  | ۴        | ۱                    | ۰                |
| ۱۲    | هافبک     | جی لوید ساموئل    | ۱۳       | ۱۱۵۸     | ۲        | ۱        | ۱۲۰      | ۰        | ۹            | ۸۱۰          | ۲            | ۲۳ (۲۳) | ۲۰۸۸  | ۴        | ۰                    | ۰                |
| ۷     | مهاجم     | فرهاد مجیدی       | ۱۶       | ۱۳۷۱     | ۴        | ۲        | ۱۷۶      | ۰        | ۰            | ۰            | ۰            | ۱۸ (۱۶) | ۱۵۴۷  | ۴        | ۰                    | ۰                |
| ۳۱    | مدافع     | جواد شیرزاد       | ۱۱       | ۸۲۳      | ۰        | ۳        | ۲۱۱      | ۰        | ۱            | ۹۰           | ۰            | ۱۵ (۱۳) | ۱۱۲۴  | ۰        | ۰                    | ۰                |
| ۱۳    | هافبک     | کرار جاسم         | ۸        | ۵۱۳      | ۴        | ۲        | ۲۱۰      | ۲        | ۰            | ۰            | ۰            | ۱۰ (۸)  | ۷۲۳   | ۶        | ۰                    | ۰                |
| ۱۷    | هافبک     | ژاک الونگ الونگ   | ۶        | ۲۰۹      | ۰        | ۰        | ۰        | ۰        | ۰            | ۰            | ۰            | ۶ (۳)   | ۲۰۹   | ۰        | ۰                    | ۰                |
| ۴     | مدافع     | حمید عزیززاده     | ۳        | ۱۳۸      | ۰        | ۱        | ۱۵       | ۰        | ۱            | ۱            | ۰            | ۵ (۱)   | ۱۵۴   | ۰        | ۰                    | ۰                |
| ۲۹    | مهاجم     | توحید غلامی       | ۳        | ۱۶       | ۰        | ۱        | ۲۲       | ۰        | ۰            | ۰            | ۰            | ۴ (۰)   | ۳۸    | ۰        | ۰                    | ۰                |
| ۱۵    | مدافع     | ولید علی جمعه     | ۳        | ۱۲۹      | ۰        | ۰        | ۰        | ۰        | ۰            | ۰            | ۰            | ۳ (۲)   | ۱۲۹   | ۰        | ۰                    | ۰                |
| ۲۲    | دروازه‌بان | هادی زرین‌ساعد     | ۱        | ۳        | ۰        | ۱        | ۹        | ۰        | ۰            | ۰            | ۰            | ۲ (۰)   | ۱۲    | ۰        | ۰                    | ۰                |

اعداد آبی رنگ : تعداد حضور در ترکیب اصلی استقلال

### گلزن‌ها
| رده        | پُست        | نام               | لیگ برتر | جام حذفی | لیگ قهرمانان | کل |
| ---------- | ---------- | ----------------- | -------- | -------- | ------------ | -- |
|            | هافبک      | مجتبی جباری       | ۱۰ (۴)   | ۲ (۱)    | ۱ (۱)        | ۱۳ |
| ۱          | مهاجم      | آرش برهانی        | ۸        | ۰        | ۵ (۱)        | ۱۳ |
| ۳          | مهاجم      | فرهاد مجیدی       | ۹ (۱)    | ۰        | ۰            | ۹  |
| ۳          | مهاجم      | گوران یرکوویچ     | ۶        | ۰        | ۳            | ۹  |
| ۵          | مهاجم      | میلاد میداوودی    | ۶        | ۲        | ۰            | ۸  |
| ۶          | هافبک      | فریدون زندی       | ۴        | ۰        | ۱            | ۵  |
| ۶          | مهاجم      | اسماعیل شریفات    | ۲        | ۲        | ۱            | ۵  |
| ۸          | هافبک      | محسن یوسفی        | ۲        | ۲        | ۰            | ۴  |
| ۹          | مدافع      | حنیف عمران‌زاده    | ۲        | ۱        | ۰            | ۳  |
| ۱۰         | مدافع      | پژمان منتظری      | ۲        | ۰        | ۰            | ۲  |
| ۱۰         | مدافع      | خسرو حیدری        | ۰        | ۰        | ۲            | ۲  |
| ۱۰         | مدافع      | میثم حسینی        | ۲        | ۰        | ۰            | ۲  |
| ۱۳         | هافبک      | آندرانیک تیموریان | ۱        | ۰        | ۰            | ۱  |
| ۱۳         | هافبک      | جی لوید ساموئل    | ۱        | ۰        | ۰            | ۱  |
| ۱۳         | مدافع      | علی حمودی         | ۱        | ۰        | ۰            | ۱  |
| ۱۳         | مدافع      | جواد شیرزاد       | ۱        | ۰        | ۰            | ۱  |
| ۱۳         | مدافع      | ولید علی جمعه     | ۱        | ۰        | ۰            | ۱  |
| گل به خودی | گل به خودی | گل به خودی        | ۰        | ۱        | ۰            | ۱  |
| کل         | کل         | کل                | ۵۸       | ۱۰       | ۱۳           | ۸۱ |

اعداد آبی رنگ : تعداد گلهای زده شده از نقطه پنالتی
** گل به خودی بازیکنان حریف :
۱- علی احمدی بازیکن سایپامهر کرج در بازی دوم جام حذفی

### پاس گل
| رتبه | پُست       | بازیکنان          | لیگ برتر | جام حذفی | لیگ قهرمانان | جمع | گرفتن پنالتی |
| ---- | --------- | ----------------- | -------- | -------- | ------------ | --- | ------------ |
| ۱    | هافبک     | مجتبی جباری       | ۹        | ۳        | ۱            | ۱۳  | ۰            |
| ۲    | مهاجم     | فرهاد مجیدی       | ۹        | ۰        | ۰            | ۹   | ۳            |
| ۳    | هافبک     | فریدون زندی       | ۶        | ۰        | ۱            | ۷   | ۱            |
| ۴    | مهاجم     | آرش برهانی        | ۵        | ۰        | ۱            | ۶   | ۰            |
| ۵    | مدافع     | علی حمودی         | ۳        | ۰        | ۱            | ۴   | ۰            |
| ۵    | هافبک     | جی لوید ساموئل    | ۲        | ۰        | ۲            | ۴   | ۰            |
| ۶    | هافبک     | آندرانیک تیموریان | ۱        | ۱        | ۱            | ۳   | ۰            |
| ۷    | مدافع     | خسرو حیدری        | ۱        | ۰        | ۱            | ۲   | ۰            |
| ۸    | مهاجم     | گوران یرکوویچ     | ۱        | ۰        | ۰            | ۱   | ۰            |
| ۸    | هافبک     | کرار جاسم         | ۱        | ۰        | ۰            | ۱   | ۰            |
| ۸    | مهاجم     | اسماعیل شریفات    | ۱        | ۰        | ۰            | ۱   | ۲            |
| ۸    | مدافع     | مهدی امیرآبادی    | ۰        | ۱        | ۰            | ۱   | ۰            |
| ۸    | دروازه‌بان | مهدی رحمتی        | ۰        | ۰        | ۱            | ۱   | ۰            |
| جمع  | جمع       | جمع               | ۳۹       | ۵        | ۹            | ۵۳  | ۶            |

- از تعداد ۹ پنالتی اعلام شده در این فصل هشت ضربه پنالتی تبدیل به گل شده‌است.
- شش پنالتی به خاطر خطا بر روی بازیکنان استقلال و سه پنالتی نیز به خاطر خطای هند بازیکنان حریفان اعلام شده است.

### گلهای لیگ برتر بر حسب شش بازه زمانی
| بازه زمانی     | گل زده | بازه زمانی     | گل خورده |
| -------------- | ------ | -------------- | -------- |
| ۱۵ دقیقه اول   | ۵      | ۱۵ دقیقه اول   | ۷        |
| ۱۵ دقیقه دوم   | ۱۰     | ۱۵ دقیقه دوم   | ۲        |
| ۱۵ دقیقه سوم   | ۱۳     | ۱۵ دقیقه سوم   | ۵        |
| اضافی نیمه اول | ۱      | اضافی نیمه اول | ۲        |
| جمع نیمه اول   | ۲۹     | جمع نیمه اول   | ۱۶       |
| ۱۵ دقیقه چهارم | ۹      | ۱۵ دقیقه چهارم | ۳        |
| ۱۵ دقیقه پنجم  | ۷      | ۱۵ دقیقه پنجم  | ۵        |
| ۱۵ دقیقه ششم   | ۱۰     | ۱۵ دقیقه ششم   | ۸        |
| اضافی نیمه دوم | ۳      | اضافی نیمه دوم | ۲        |
| جمع نیمه دوم   | ۲۹     | جمع نیمه دوم   | ۱۸       |

### عملکرد دروازه‌بانها
|       |               | لیگ برتر | لیگ برتر | لیگ برتر | جام حذفی | جام حذفی | جام حذفی | لیگ قهرمانان | لیگ قهرمانان | لیگ قهرمانان | مجموع | مجموع   | مجموع |
| رتبه  | نام           | بازی     | گل‌خورده  | ک‌ش       | بازی     | گل‌خورده  | ک‌ش       | بازی         | گل‌خورده      | ک‌ش           | بازی  | گل‌خورده | ک‌ش    |
| ----- | ------------- | -------- | -------- | -------- | -------- | -------- | -------- | ------------ | ------------ | ------------ | ----- | ------- | ----- |
| ۱     | مهدی رحمتی    | ۳۴       | ۳۴       | ۱۳       | ۵        | ۰        | ۵        | ۹            | ۵            | ۵            | ۴۸    | ۳۹      | ۲۳    |
| ۲     | هادی زرین‌ساعد | ۱        | ۰        | ۰        | ۱        | ۱        | ۰        | ۰            | ۰            | ۰            | ۲     | ۱       | ۰     |
| مجموع | مجموع         | ۳۵       | ۳۴       | ۱۳       | ۶        | ۱        | ۵        | ۹            | ۵            | ۵            | ۵۰    | ۴۰      | ۲۳    |

### کاپیتان‌های فصل
| رده | نام            | لیگ برتر | جام حذفی | لیگ قهرمانان | جمع |
| --- | -------------- | -------- | -------- | ------------ | --- |
| ۱   | فرهاد مجیدی    | ۱۵ (۱)   | ۱ (۱)    | ۰            | ۱۶  |
| ۲   | مهدی امیرآبادی | ۵        | ۲        | ۷            | ۱۴  |
| ۳   | مجتبی جباری    | ۱۰       | ۱        | ۱ (۱)        | ۱۲  |
| ۴   | پژمان منتظری   | ۲        | ۰        | ۰            | ۲   |
| ۵   | محسن یوسفی     | ۱ (۲)    | ۱        | ۰            | ۲   |
| ۶   | آرش برهانی     | ۱ (۱)    | ۰        | ۱ (۱)        | ۲   |

* عددهای آبی رنگ : نشان دهنده دفعاتی است که آن بازیکن پس از تعویض کاپیتان اول، کاپیتان شده‌است و این کاپیتانی‌ها در ستون جمع محاسبه نشده‌است.